# Ficus satterthwaitei
Ficus satterthwaitei är en mullbärsväxtart som beskrevs av Adolph Daniel Edward Elmer. Ficus satterthwaitei ingår i släktet fikonsläktet, och familjen mullbärsväxter. Inga underarter finns listade i Catalogue of Life.